# Carapus sluiteri
Carapus sluiteri är en fiskart som först beskrevs av Weber, 1905.  Carapus sluiteri ingår i släktet Carapus och familjen nålfiskar. Inga underarter finns listade.